# Manchukuo-yuan
Manchukuo-yuan var den japanska marionettregimen Manchukuos officiella valuta mellan juni 1932 och augusti 1945. Den nya valutan var en silvermyntfot på 23,91 gram silver per enhet och den ersatte den silverbaserade tael-valutan efter Mukdenincidenten.

## Historia
Sedlar och mynt producerades till en början av Japans centralbank, men gavs sedan ut av Manchous centralbank i Hsinking (nu Changchun). På grund av att det globala priset av silver varierade kraftigt på 1930-talet, bytte Manchukuo myntstandard från silver till Yen år 1935. 1940 mättes Manchukos exporter till och importer från länder som bland annat USA, Tyskland, och Japan, med Manchukuos valuta.